# Черненко Іван Фадійович
Іван Фадійович Черненко (1954 — 15 квітня 2006, Африка) — український військовий льотчик-ас 1-го класу, полковник Повітряних сил 831-ї ВАП Збройних сил України, учасник афганської війни. Кавалер ордена «За мужність» III ступеня (1998).

## Життєпис
Закінчив Чернігівське вище військове авіаційне училище льотчиків.
У 1977 році лейтенант Іван Черненко розпочав службу у винищувальному авіаполку на літаку МіГ-21 (аеродром Кокайти, Середня Азія).
Півтора року виконував бойові завдання в Афганістані. Від 1979 до 1981 року — старший льотчик ланки, а потім — командир ланки старший лейтенант Іван Черненко здійснив близько 300 бойових вильотів з нальотом 260 годин.
Пізніше служив у 4-й повітряній армії в Польщі. У 1980-их перевівся у 831-й винищувальний авіаційний полк, який тоді переозброїли на найсучасніші літаки-винищувачі 4-го покоління Су-27.
У 1998 році став єдиним льотчиком в історії України, який виконав трансатлантичний переліт з Миргорода до американської авіабази Сеймур Джонсон на винищувачі Су-27УБ.
1999 року полковник Іван Черненко брав участь в повітряному параді авіації країн НАТО. Отримав міжнародний сертифікат «Дисплей-пілота» (зареєстрований в Україні під № 2).
За весь період служби Іван Черненко опанував літаки шести типів та мав 2500 годин нальоту. Учасник міжнародних шоу та показів у Туреччині, Великій Британії, Болгарії, Румунії, Словаччині, Чехії. Серед учнів — Олександр Оксаненко, Федір Тищук.
У 2000 році командир авіаційної ескадрильї 831 ВАП звільнився зі служби. Працював льотчиком-інструктором в авіації однієї з країн в Африці, де загинув 15 квітня 2006 року внаслідок автокатастрофи.

## Нагороди
- орден «За мужність» III ступеня (23 листопада 1998) — за особисту мужність, виявлену під час виконання військового обов'язку[6];
- орден Червоної Зірки[2];
- Людина року за версією «Золота фортуна» (1998)[2].